# Elliott–Halberstams förmodan
Inom talteori är Elliott–Halberstams förmodan en förmodan om primtalens fördelning i aritmetiska följder. Den är uppkallad efter Peter D. T. A. Elliott och Heini Halberstam.
Låt {\displaystyle \pi (x)} vara antalet primtal mindre eller lika stora som x.  Om q är ett positivt heltal och a är relativt primt till q definieras {\displaystyle \pi (x;q,a)} som antalet primtal mindre eller lika stora som x som är lika med a modulo q.  Dirichlets sats om aritmetiska följder säger att 
{\displaystyle \pi (x;q,a)\approx {\frac {\pi (x)}{\varphi (q)}}}
där a och q är relativt prima och {\displaystyle \varphi } är Eulers fi-funktion. Om vi definierar feltermen
{\displaystyle E(x;q)=\max _{(a,q)=1}\left|\pi (x;q,a)-{\frac {\pi (x)}{\varphi (q)}}\right|}
där max är över alla a relativt prima till q säger Elliott–Halberstams förmodan att för alla θ < 1 och A > 0 finns det en konstant C > 0 så att
{\displaystyle \sum _{1\leq q\leq x^{\theta }}E(x;q)\leq {\frac {Cx}{\log ^{A}x}}}
gäller för alla x > 2.
Förmodandet bevisades för alla θ < 1/2 av Enrico Bombieri och A. I. Vinogradov (se Bombieri–Vinogradovs sats, ibland bara "Bombieris sats"). Det är känt att förmodan inte gäller vid θ = 1.